# Ермолаевка (Новосибирская область)
Ермола́евка — село в Убинском районе Новосибирской области. Административный центр Ермолаевского сельсовета.

## География
Площадь села — 77 гектаров.

## Население
| 2002 | 2007 | 2010 |
| ---- | ---- | ---- |
| 265  | ↗283 | ↘267 |

## Инфраструктура
В селе по данным на 2007 год функционируют 1 учреждение здравоохранения и 1 учреждение образования.